# Мацили I фон Мюлхам
Мацили I фон Мюлхам (на немски: Mazili I von Mühlham; † сл. 1103) е благородник от Мюлхам, днес част от град Остерхофен, собственик на фогтай в Бавария. Той е споменаван ок. 1073 г. в множество документи в Горна Австрия.

## Произход и управление
Мацили I е представител на благородническия род „фон Кам“, който от 1160 г. се нарича фон Халс.
Предполага се, че Мацили I е в свитата на граф Улрих фон Фобург и идва в Пасау. Улрих е поставен през 1078 г. от Хайнрих IV за бургграф на новооснованото Бургграфство Пасау. Така Мацили I получава собственостите на Волфах около Кам, днешното преградие на Ортенбург.
Мацили е в тясна връзка с епископа на Бамберг и става през 1073 г. фогт на бамбергския манастир Остерхофен, който по това време от 1078 г. е ръководен още от Улрих фон Пасау, бургграф на Пасау († 1099).

## Деца
Мацили I фон Мюлхам е баща на:
- ? Мацили II фон Шаунберг († сл. 1130), има двама сина фон Халс
- ? Адилрам I фон Мюлхам († сл. 1130)
- ? дъщеря фон Шаунберг, омъжена за Аделрам
- ? Валхун I фон Утендорф и фон Мюлдорф († сл. 1130)
- ? Аделберт I фон Утендорф († сл. 1130)